# Nabatäer

Das Römische Reich zu Zeiten Kaiser Hadrians um 125 n. Chr. Im äußersten Südosten befindet sich das Gebiet der Arabes Nabataei.

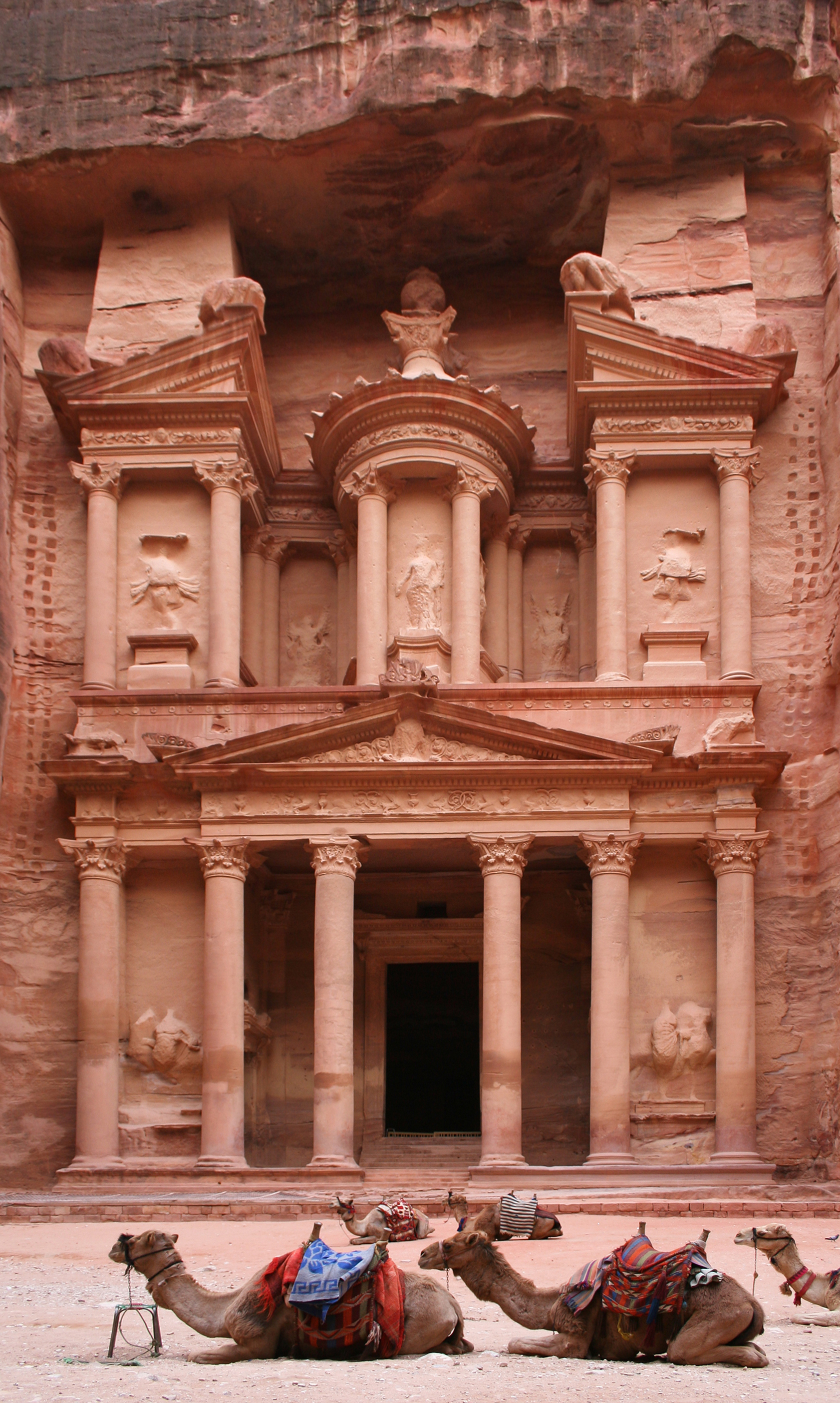
Schatzhaus (Khazne al-Firaun) genanntes Grab der nabatäischen Hauptstadt Petra, aus dem Fels gearbeitet

Die Nabatäer (Eigenname Nabatu; arabisch الأنباط, DMG al-ʾAnbāṭ, hebräisch נבטים nǝβāṭīm, altgriechisch Ναβαταῖοι, lateinisch Nabataei) waren ein Verbund antiker nordwestarabischer Nomadenstämme.

## Geschichte
Vermutlich wanderten die Nabatäer im 1. Jahrtausend v. Chr. von Arabien aus in das Gebiet zwischen dem Roten und dem Toten Meer ein. 587 v. Chr. wanderten die Edomiter vom Ostjordanland nach Kanaan ein. Kurz darauf (um 550 v. Chr.) zogen die Nabatäer in das Ostjordanland und das Gebiet um Petra ein. Möglicherweise vertrieben die Nabatäer auch die Edomiter. Als Karawanenhändler kontrollierten die Nabatäer in größerem Umfang die Handelsrouten nach Südarabien und gewannen so ab dem 4. Jahrhundert v. Chr. erheblich an wirtschaftlicher und politischer Macht. Nachdem Antigonos I. Monophthalmos 312 v. Chr. sie erfolglos  bekämpft hatte, dehnten sie ihr Einflussgebiet nach Syrien aus. Der Geschichtsschreiber Diodor (1. Jahrhundert v. Chr.) schrieb Folgendes:

„Sie führen ein Räuberleben und plündern oft auf Raubzügen die Nachbarländer aus. […] Sie pflanzen weder Korn oder andere früchtetragende Bäume an, noch trinken sie Wein, noch bauen sie irgendwelche Häuser. Sollte jemand gegen diese Regeln verstoßen, so wird dieser mit dem Tode bestraft. […] Obwohl es viele andere arabische Stämme gibt, die die Wüste als Weide nutzen, übertreffen sie die anderen bei weitem an Reichtum, obwohl sie nicht viel mehr als 10.000 zählen, denn nicht wenige sind gewohnt, Weihrauch und Myrrhe und auserlesene Gewürze zum Meer zu bringen.“

In der Zeit von 150 v. Chr. bis 105 n. Chr. schlossen sie sich zu einem Königreich Nabataea zusammen, welches sich von der Sinai-Halbinsel nach Nordarabien erstreckte. Um 85 v. Chr. eroberten die Nabatäer unter König Aretas III. Damaskus. Unter Pompeius wurden sie römische Vasallen (63 v. Chr.), Aretas konnte dennoch die Einheit seines Reiches wahren. Erst unter Trajan verloren die Nabatäer 106 n. Chr. ihre relative Unabhängigkeit und wurden als römische Provinz Arabia Petraea ins Römische Reich eingegliedert.
Im 19. Jahrhundert vermutete man in den Nabatäern die Nachkommen von Nebajot, einem Enkel von Abraham. Diese Hypothese erwies sich als historisch unhaltbar.

## Geografie

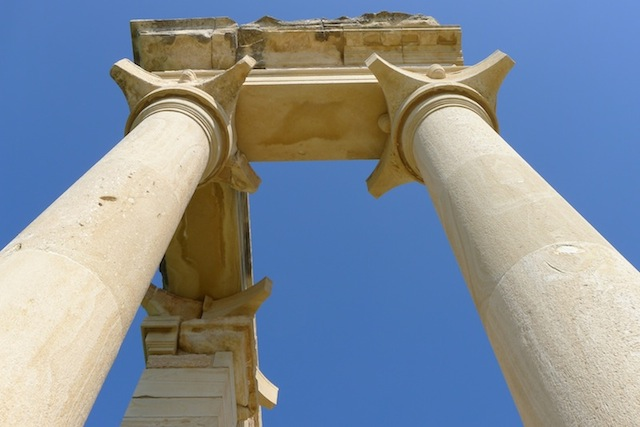
Nabatäische Kapitelle am Apollon-Tempel bei Kourion auf Zypern.

Wichtige Städte der Nabatäer waren die Hauptstadt Petra im heutigen Jordanien, Bosra im heutigen Syrien und die Handelsmetropole Hegra (heute Mada'in Salih) im heutigen Saudi-Arabien. Archäologisch relativ gut erschlossen sind zudem Awdat (Oboda), Mamschit (Mampsis), Nitzana (Nessana) und Schivta (Soboda) im heutigen Israel. Oboda, Elusa (Khalutza) und Nessana waren vermutlich die ersten Handelsstädte der Nabatäer. Erst später wurden auch Rehovot, Mampsis und Sobata gegründet.

## Wirtschaft
Außergewöhnlich war das Bewässerungssystem der Nabatäer. Um in dem extrem ariden Klima Landwirtschaft betreiben zu können, sammelten sie die Niederschläge der Umgebung und leiteten diese auf die Felder. Das Verhältnis von ackerbaulich genutzter Fläche zu gesamter Regensammelfläche lag zwischen 1:10 und 1:20. Die Bewässerungstechniken, die sogenannte Sturzwasserlandwirtschaft der Nabatäer, wurden im 20. Jahrhundert von Michael Evenari von der Universität Jerusalem untersucht.
Die Nabatäer benutzten auch Kiesmulche, um Wüstenflächen zu bewirtschaften.
Eine weitere lukrative Einnahmequelle der Nabatäer war der Handel mit Klumpen von Bitumen, die im Toten Meer aufschwammen. Dieses Bitumen wurde vorwiegend nach Ägypten exportiert und dort unter anderem bei der Einbalsamierung verwendet.

## Religion
Hauptgott der Nabatäer war Duschara (nabat. dwšrʾ). al-ˤUzzā war die Hauptgöttin.

## Könige der Nabatäer
- Natnu (um 650 v. Chr.)
- Nuhuru ibn Natnu

## Herrscher des Königreiches Nabataea
| König                  | Nabatäischer Name | Regierung                |
| ---------------------- | ----------------- | ------------------------ |
| Aretas I.              | Ḥāriṯat           | um 168 v. Chr.           |
| Aretas II.             | Ḥāriṯat           | ca. 120/110 – 96 v. Chr. |
| Obodas I.              | 'Abadat           | ca. 96 – 85 v. Chr.      |
| Rabbel I.              | Rabb’īl           | um 85/84 v. Chr.         |
| Aretas III. Philhellen | Ḥāriṯat           | 87 – 62 v. Chr.          |
| Obodas II.             | 'Abadat           | 62 – 59 v. Chr.          |
| Malichus I.            | Māliku            | 59 – 30 v. Chr.          |
| Obodas III.            | 'Abadat           | 30 – 9 v. Chr.           |
| Aretas IV. Philopatris | Ḥāriṯat           | 9 v. – 40 n. Chr.        |
| Malichus II.           | Māliku            | 40 – 70 n. Chr.          |
| Rabbel II. Soter       | Rabb’īl           | 70 – 106 n. Chr.         |